# Фармер, Фрэнсис
Фрэнсис Елена Фармер (англ. Frances Elena Farmer, 19 сентября 1913 — 1 августа 1970) — американская актриса и телеведущая. Она стала известна из-за своей скандальной и трагической судьбы, в частности, нашумевшими стали несколько принудительных госпитализаций актрисы в психиатрическую клинику. О жизни Фрэнсис Фармер снято два фильма, выпущена одна телепрограмма, написано несколько книг, а также ей посвящено множество песен и газетных статей.

## Биография

### 1913—1935: Ранние годы
Родилась 19 сентября 1913 года в Сиэтле, штат Вашингтон, США. Её мать Кора Лиллиан Ван Орнум — диетолог, а отец Эрнест Мелвин Фармер, юрист. Фрэнсис была самой младшей из четырёх детей в семье, у неё были две старшие сестры и старший брат. Когда Фрэнсис было четыре года её родители развелись и она вместе с матерью, братом и сёстрами переехала в Лос-Анджелес, где жила сестра её матери. В следующем году её мать вернулась в Сиэтл, где возобновила отношения со своим мужем. Осенью 1929 года, когда Фрэнсис исполнилось шестнадцать лет, её родители расстались окончательно и её мать переехала в коттедж в Бремертоне, штат Вашингтон.
Фрэнсис с детства была одарённым ребёнком и ещё обучаясь в школе стала лауреатом конкурса сочинений, за который получила премию в размере 100 долларов от Союза молодых художников и писателей, в своём сочинении она описала хаотичный и безбожный мир, а также заявила о том что бога не существует. В своей автобиографии она писала, что это сочинение было написано ею под влиянием чтения Фридриха Ницше:

Он выразил те же сомнения, только он это сказал по-немецки — «Gott ist tot» (бог мёртв). Я могла это понять, многие говорили, что я не должна предполагать что бога нет, но я все же не находила никаких доказательств его существования.
Оригинальный текст (англ.)He expressed the same doubts, only he said it in German- ""Gott ist tot "" (God is dead). I could understand it, many people said that I should not assume that there is no God, but I still did not find any evidence of his existence.

В середине 1930-х годов, будучи ещё студенткой драматического отделения Вашингтонского университета, Фармер неоднократно принимала участие в различных студенческих театральных постановках, среди которых «Елена Троянская», «Обыватель» и «Дядя Ваня». В 1935 году она вновь привлекла к себе внимание, выиграв студенческий конкурс в газете «The Voice of Action». Призом стала поездка в Советский Союз. Несмотря на протесты матери, Фармер всё же отправилась в поездку с желанием посетить МХАТ. После этого Фармер неоднократно подвергалась нападкам и обвинениям в симпатии к коммунизму и атеизму. В том же году она окончила университет со степенью в области журналистики и драмы.

### 1935—1937: Успех в кино
Летом 1935 года, после возвращения из СССР, Фрэнсис решила серьёзно заняться актёрской карьерой и для этого перебралась в Нью-Йорк. Там она познакомилась с агентом из «Paramount Pictures», который вскоре устроил ей пробы на студии. Фармер удачно показала себя на пробах, и ей был предложен семилетний контракт, подписав который Фармер отправилась в Голливуд. Её кинодебют состоялся в 1936 году в картине «Слишком много родителей», на съёмках которой она познакомилась со своим будущим мужем актёром Лейфом Эриксоном, за которого в том же году вышла замуж.
К концу 1936 года на экраны вышел фильм «Ритм на кручах», в котором Фармер снималась вместе с Бингом Кросби, а также фильм «Приди и владей», в который Фармер попала благодаря продюсеру Сэмюэлю Голдвину. Все эти киноработы принесли начинающей актрисе большую популярность и публика приняла её как новую кинозвезду.
Несмотря на это, Фармер не была полностью удовлетворена своей карьерой. Ей казалось, что студия «Paramount Pictures» специально навязывает ей свои роли и всегда отказывает ей в собственном выборе, пытаясь подавить её становление как успешной кинозвезды. На всё это Фрэнсис реагировала очень бурно, часто вступала в конфликты с продюсерами, пытаясь отстоять свою точку зрения. Она отказывалась посещать голливудские вечеринки и почти не контактировала с другими звёздами. В прессе тех лет информации о Фармер почти не было, и лишь изредка появлялись колкие статьи, в которых актрису обвиняли в безвкусном и старомодном выборе одежды.

### 1937—1942: Спад карьеры и разрыв с «Paramount Pictures»
В 1937 году, надеясь повысить свою репутацию в качестве серьёзной актрисы, она покинула Голливуд и отправилась на восточный берег с целью принять участие в летних театральных постановках. Там Фрэнсис привлекла к себе внимание режиссёра Гарольда Клурмана и драматурга Клиффорда Одетса, которые пригласили её в местную театральную труппу, где Фармер вскоре появилась в постановке «Золотой мальчик». Её игра сначала совершенно не впечатлила публику, а журнал «Time» и вовсе заявил, что эта роль не для неё. Несмотря на это постановка стала крупным театральным хитом, а после начала турне в 1938 году, критики от Вашингтона до Чикаго давали восторженные отзывы.
За время сотрудничества Фрэнсис Фармер и Клиффорда Одетса у них начался роман, несмотря на то, что Одетс был женат на Луизе Райнер, и у Фармер был муж. После того как они расстались, а театральная труппа выбрала другую актрису для выступлений в Лондоне, Фармер решила, что её предали, а всё предыдущее время просто использовали, чтобы сделать постановку успешной. Фармер вновь вернулась в Голливуд на «Paramount Pictures», где по контракту в течение трёх месяцев каждого года должна была сниматься в кино. В остальное время, свободное от киносъёмок, она продолжала периодически играть в театре, но последующие её два появления на Бродвее не имели большого успеха.
Начиная с 1939 года, из-за её капризного поведения на работе и участившегося алкоголизма, её репутация стала сильно падать. Фармер всё же по-прежнему часто предлагали хорошие роли, но когда дело доходило до съёмок, и актриса проявляла свой нетерпимый характер, продюсеры отказывались от неё. Фрэнсис перестала появляться в главных ролях, а в 1942 году «Paramount Pictures» и вовсе разорвал с ней контракт. Вдобавок ко всему в том же году распался её брак с Лейфом Эриксоном.

### 1942—1951: Арест и госпитализации
19 октября 1942 года полиция Санта-Моники задержала Фрэнсис Фармер за езду в нетрезвом виде, а также за последовавшее оскорбление правоохранительных органов. Она была на сутки взята под арест, а затем приговорена к штрафу в 500 долларов и тюремному заключению на 180 дней. Фармер тут же заплатила $250 долларов и была условно освобождена. К январю 1943 года Фрэнсис так и не заплатила оставшуюся часть штрафа, а вдобавок на неё поступила жалоба от парикмахера киностудии, согласно которой актриса выбила ему челюсть. Эти действия привели к тому, что Фармер вновь оказалась под арестом. Во время судебного слушания на следующее утро после ареста она обвинила полицию в нарушении её гражданских прав, запустила в судью чернильницу и потребовала адвоката. Её немедленно приговорили к тюремному заключению на 180 дней и под крики и нападки на полицейских вынесли из зала. Это всё не прошло незамеченным и стало главной новостью в прессе. В тюрьме Фармер пробыла недолго и вскоре, благодаря её свояченице, работавшей депутатом в местном округе, была переведена в Центральный госпиталь Лос-Анджелеса, где у неё диагностировали маниакально-депрессивный психоз.
Во время её обследования в частной психиатрической лечебнице Кимбол в Сан-Фернандо, Фармер был поставлен диагноз шизофрения и применена шоковая инсулиновая терапия, на что её семья не давала согласия. Спустя девять месяцев, проведённых в лечебнице, Фрэнсис удалось оттуда сбежать и, преодолев путь в 32 км, она добралась до дома своей сестры. После того как мать Фрэнсис узнала о применённых к дочери процедурах, она приехала в Лос-Анджелес и начала долгую юридическую борьбу с целью получить полное опекунство над ней. Хотя психиатры настаивали на продолжении лечения, Лиллиан Фармер удалось выиграть в этом деле, и в сентябре 1943 года она с дочерью вернулась в Сиэтл.
Но это не стало выходом из ситуации, и в течение шести месяцев, проведённых в родительском доме, Фармер постоянно проявляла агрессию в отношении матери, и ей пришлось вновь поместить дочь в государственный госпиталь Вестерн Стейт в штате Вашингтон. Там к Фрэнсис применялась электросудорожная терапия, и по истечении трёх месяцев она была признана полностью вылечившейся. Спустя некоторое время Фармер отправилась с отцом в город Рино в штате Невада, чтобы повидаться с тётей. Но во время этой поездки сбежала и, после длительных путешествий на попутках, была арестована за бродяжничество в калифорнийском городе Антиок.
В мае 1945 года по рекомендации матери Фрэнсис снова отправили в клинику, где она провела последующие пять лет. Последний врач-психиатр, лечивший Фрэнсис — Уолтер Фримен, проводивший свои опыты в лечебнице, где находилась актриса. Хирург провёл трансорбитальную лоботомию, воздействуя на участок мозга, контролирующий волю и эмоции человека, после чего сознание актрисы совершенно изменилось.
В марте 1950 года Фармер покинула клинику и под опекой матери вернулась в Сиэтл. Там она устроилась в прачечную в отеле «Олимпик», в том же месте, где в 1936 году её чествовали на мировой премьере фильма «Приди и владей». В 1951 году снята с учёта в госпитале Вестерн Стейт, о чём узнала только два года спустя. После этого Фрэнсис Фармер через суд отменила опекунство и была восстановлена в своих гражданских правах.

#### Утверждения о жестоком обращении
В опубликованной посмертно автобиографии Фрэнсис Фармер «Наступит ли когда-нибудь утро?» были описаны насилие и жестокое обращение с актрисой во время её пребывания в психиатрической больнице. В книге Фармер утверждала, что её заставляли есть собственные фекалии и выступать в качестве секс-рабыни для врачей и санитаров. Фармер описывала своё пребывание там как «невыносимый ужас», сказав:

Меня насиловали санитары, засовывали в палату с крысами и травили недоброкачественной пищей. Я постоянно была прикована к кровати, в смирительной рубашке, да ещё меня топили в ледяной ванне.
Оригинальный текст (англ.)I was raped by the orderlies, shoved into the rat ward and poisoned with substandard food. I was constantly chained to the bed, in a straitjacket, I was also drowned in an ice bath.

Публикацию книги «Наступит ли когда-нибудь утро?» организовала близкая подруга и соседка актрисы Джин Рэтклифф. Хотя Рэтклифф утверждала, что написала только последнюю главу, посвящённую смерти Фармер, многие очевидцы утверждали, что Рэтклифф написала «автобиографию» целиком.

### 1951—1970: После госпитализаций
В 1951 году актриса вышла замуж за Альфреда Х. Лобли и переехала в калифорнийский город Эврика, где в течение трёх лет анонимно жила и работала секретарём на фотостудии. В 1957 году она познакомилась с телевизионным промоутером Леандом С. Майкселлом, вместе с которым вскоре уехала в Сан-Франциско. Там она вновь подогрела к себе интерес публики и спустя год вернулась на театральную сцену. В 1958 году она развелась с Лобли и вышла замуж за Майкселла. В том же году Фармер появилась в эпизодах нескольких телесериалов, в том числе в «Студии один» и «Театре 90», и исполнила свою последнюю роль в кино, снявшись в картине студии «Paramount Pictures» «Кайфолом».
В 1958 году на телевидении стартовало её собственное шоу «Фрэнсис Фармер представляет», которое имело большой успех и долгое время сохраняло одну из первых позиций на телеэкранах. Тем не менее, к 1964 году, после развода с Майкселлом, её поведение вновь стало неуправляемым, и её шоу было закрыто, завершив тем самым её карьеру на телевидении. Фармер опять вернулась в театр, но год спустя, после очередного ареста за езду в нетрезвом виде, навсегда завершила актёрскую карьеру. После этого она пыталась дважды начать собственный бизнес вместе с подругой Джин Рэтклифф, но из-за проблем с законом лицензию так и не получила.
Весной 1970 года у Фармер был диагностирован рак пищевода, причиной этой болезни стала её вредная привычка часто курить. Актриса умерла 1 августа 1970 года в Индианаполисе, в возрасте 56 лет и была похоронена на мемориальном кладбище в Оклонде, Фишерс.

## В культуре
В 1982 году на экраны вышел фильм «Фрэнсис», повествующий о трагической судьбе актрисы. Главную роль в нём исполнила Джессика Лэнг, а Ким Стэнли сыграла в картине её мать. Обе актрисы были номинированы на премию «Оскар»: Джессика Лэнг за «Лучшую женскую роль», а Ким Стэнли за «Лучшую женскую роль второго плана».
В 1983 году вышел телевизионный фильм «Наступит ли когда-нибудь утро?», основанный на автобиографии актрисы. Главную роль сыграла Сьюзан Блэйкли, а Ли Грант изобразила в этом фильме мать Фрэнсис Фармер. В своём обзоре для The New York Times кинокритик Джон О’Коннор отметил, что телевизионная версия намного ближе к фактам жизни актрисы, нежели художественный фильм «Фрэнсис».
Рок-музыкант Курт Кобейн был очарован жизнью Фармер ещё со школы, когда он впервые прочитал её неоднозначную биографию 1978 года. Ей посвящена написанная в 1992 году песня «Frances Farmer Will Have Her Revenge On Seattle» (Френсис Фармер отомстит Сиэтлу) и выпущенная в альбоме In Utero в сентябре 1993 года. По словам журналистки Джиллиан Г. Гарр, Кобейн стал «ещё больше отождествлять себя с историей Фармер» после своего собственного успеха с «Нирваной», «особенно с чуждым условностям характером Фармер, её откровенной неприязнью к коммерции, травлей со стороны СМИ и её грустной, несправедливой судьбой».
В честь Френсис Фармер взяла себе псевдоним французская певица Милен Фармер.

## Фильмография
| Год  |   | Русское название                      | Оригинальное название                    | Роль                         |
| ---- | - | ------------------------------------- | ---------------------------------------- | ---------------------------- |
| 1936 | ф | Слишком много родителей               | Too Many Parents                         | Салли Колман                 |
| 1936 | ф | Граничный полёт                       | Border Flight                            | Энн Блейн                    |
| 1936 | ф | Ритм на кручах                        | Rhythm on the Range                      | Дорис Холлидей               |
| 1936 | ф | Приди и владей                        | Come and Get It                          | Лотта Морган / Лотта Бостром |
| 1937 | ф | Эксклюзив                             | Exclusive                                | Вайна Свейн                  |
| 1937 | ф | Любимец Нью-Йорка                     | The Toast of New York                    | Джози Мэнсфилд               |
| 1937 | ф | Отлив                                 | Ebb Tide                                 | Фэйт Вайшарт                 |
| 1938 | ф | Поездка кривой милей                  | Ride a Crooked Mile                      | Трина                        |
| 1940 | ф | Юг Паго-Паго                          | South of Pago Pago                       | Руби Тейлор                  |
| 1940 | ф | Золотой поток                         | Flowing Gold                             | Линда Чэлмерс                |
| 1941 | ф | Мировая премьера                      | World Premiere                           | Китти Карр                   |
| 1941 | ф | Бесплодные земли Дакоты               | Badlands of Dakota                       | Бедовая Джейн                |
| 1941 | ф | Среди живущих                         | Among the Living                         | Элейн Рейден                 |
| 1942 | ф | Сын ярости: История Бенджамина Блейка | Son of Fury: The Story of Benjamin Blake | Изабель Блейк                |
| 1958 | ф | Эти незваные гости                    | The Party Crashers                       | миссис Бикфорд               |

## Телевидение
| Год       | Название                    | Оригинальное название   | Роль        | Примечания                                 |
| --------- | --------------------------- | ----------------------- | ----------- | ------------------------------------------ |
| 1958      | Театр 90                    | Playhouse 90            | Вэл Шмитт   | эпизод: «Reunion»                          |
| 1958      | Дневной театр               | Matinee Theatre         | Кэтрин      | эпизод: «Something Stolen, Something Blue» |
| 1958      | Студия один                 | Studio One              | Сара Уолкер | эпизод: «Tongues of Angels»                |
| 1958-1964 | Фрэнсис Фармер представляет | Frances Farmer Presents | ведущая     |                                            |

## Роли в театре
| Год       | Название        | Роль                     |
| --------- | --------------- | ------------------------ |
| 1937-1938 | Золотой мальчик | Лорна Мун                |
| 1939      | Тихий город     | Имя персонажа неизвестно |
| 1939      | Гром рока       | Мелани                   |